# Francesco Maria del Monte
Francesco Maria del Monte, fullständigt namn Francesco Maria Bourbon del Monte, född 5 juli 1549 i Venedig, död 27 augusti 1627 i Rom, var en italiensk kardinal, diplomat och konstmecenat. Han var son till markisen Ranieri Bourbon del Monte och dennes hustru Minerva Pianosa.

## Biografi
Francesco Maria del Monte är bland annat känd för att ha varit mecenat åt barockmålaren Caravaggio samt för sin egen omfattande konstsamling. Portlandvasen, ett antikt glaskärl, var för en tid i hans ägo.
Han avlade doktorsexamen i juridik och blev rådgivare åt kardinal Alessandro Sforza i Rom.

### Kardinal
Del Monte utsågs 1588 till kardinaldiakon av Sixtus V. Tre år senare blev han kardinalpräst för att så småningom, 1615, upphöjas till kardinalbiskop. 1616 utnämndes han till prefekt för Ritkongregationen vid kurian.
Kardinal del Monte hade ambitionen att vid 1621 års konklav bli vald till ny påve efter Paulus V, men då del Monte var profransk inlade de spanska kardinalerna sitt veto mot hans utnämning. År 1623 blev han dock dekan för kardinalskollegiet.

### Död
Kardinal del Monte avled 1627 i sitt palats, Palazzo Madama, som idag hyser den italienska senaten och fick sitt sista vilorum i kyrkan Sant'Urbano ai Pantani. Denna kyrka revs 1932 i samband med friläggningen av kejsar Trajanus saluhallar (Mercati Traiani) och dragningen av den nya paradgatan Via dell'Impero, sedermera Via dei Fori Imperiali, vid Kejsarfora.
Vid kardinal del Montes död innehöll hans konstsamling över 600 målningar.

## Bilder

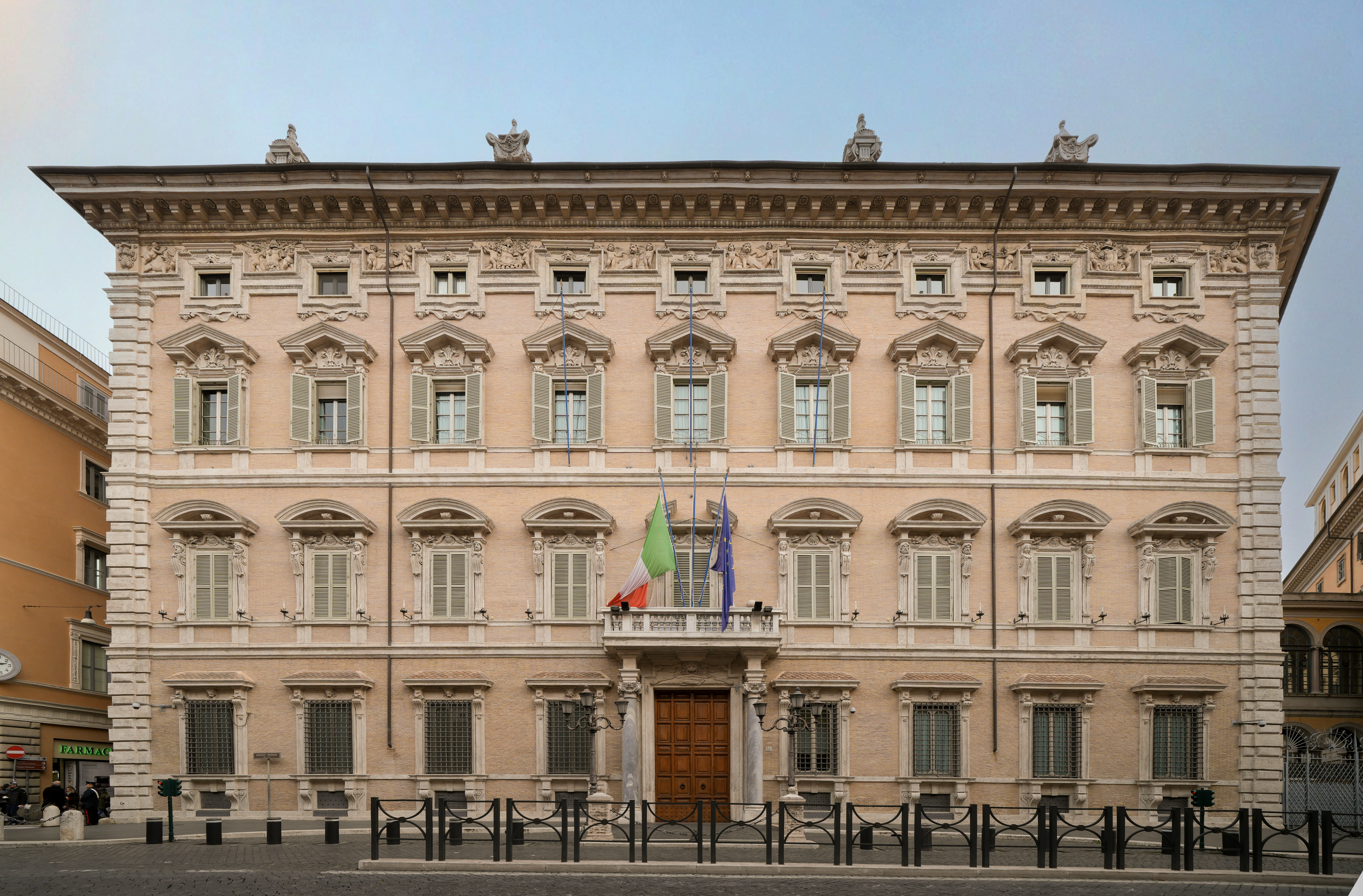
Palazzo Madama i Rom.
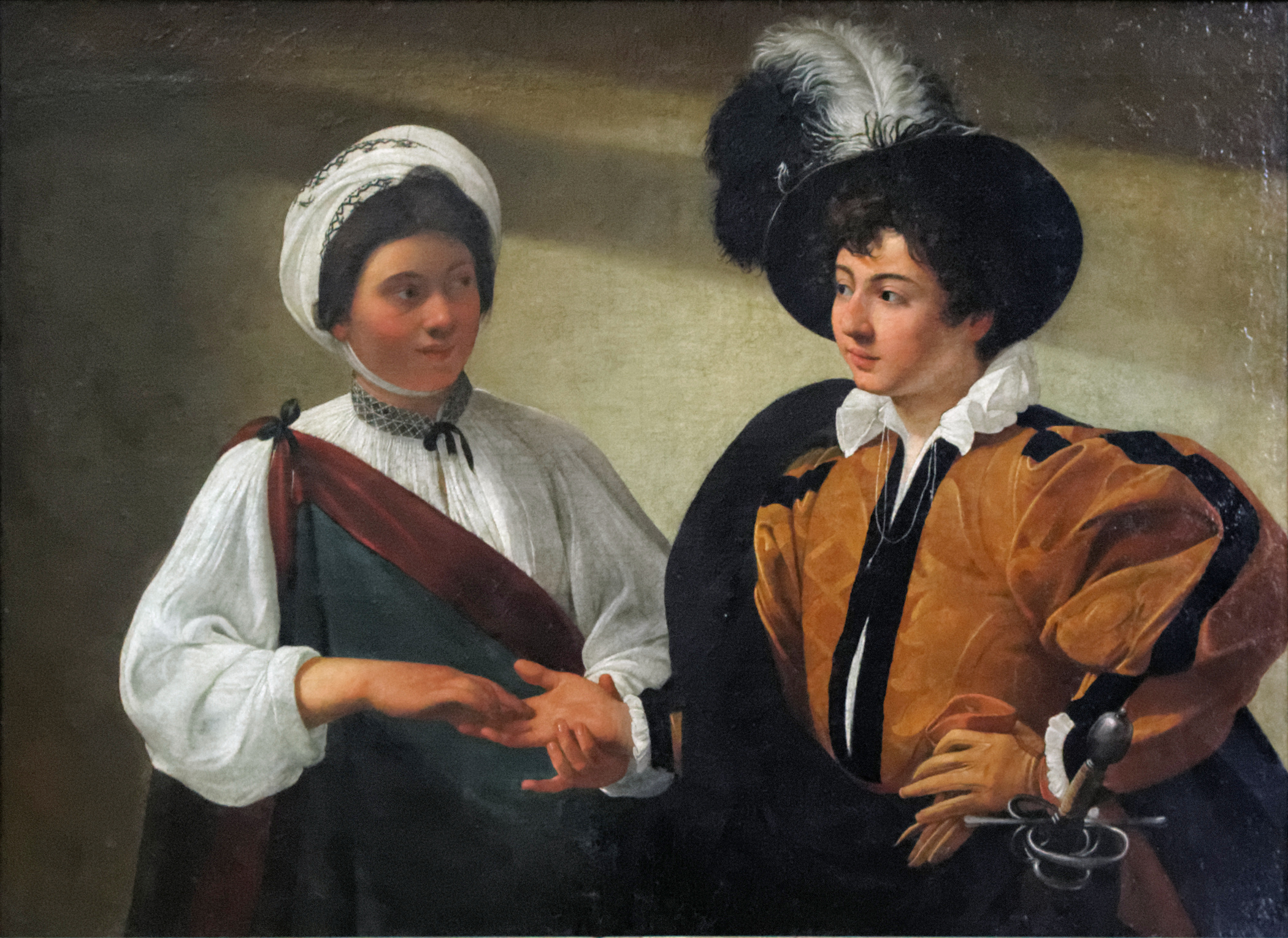
”Spådamen”, målning av Caravaggio (1594), utförd på beställning av kardinal del Monte.